# الوارو روبیو
الوارو روبیو (انگلیسی: Álvaro Rubio؛ زادهٔ ۱۸ آوریل ۱۹۷۹) بازیکن فوتبال اهل اسپانیا است.
از باشگاه‌هایی که در آن بازی کرده‌است می‌توان به باشگاه فوتبال رئال ساراگوسا، باشگاه فوتبال رئال وایادولید، و باشگاه فوتبال آلباسته بالومپیه اشاره کرد.
وی همچنین در تیم‌های ملی فوتبال زیر ۲۰ سال اسپانیا و زیر ۲۱ سال اسپانیا بازی کرده‌است.